# Hillman Minx
Hillman Minx är en serie personbilar, tillverkade av den brittiska biltillverkaren Hillman mellan 1932 och 1970.

## Minx Mk III - VIII (1948-57)
1948 presenterades Minx Mk III. Bilen hade fått ny kaross med utbyggt bagageutrymme och individuell hjulupphängning med skruvfjädrar fram. Sidventilsmotorn följde med från företrädarna. Bilen fanns som sedan, cabriolet och kombi. Kombiversionen Husky hade kortare hjulbas än de övriga.
År 1949 kom Mk IV med större motor.
Med Mk VI från 1953 kom coupé-versionen Californian, utan B-stolpe och med en stor panoramaruta bak.
Mk VIII från 1954 fick toppventilmotor.

### Motor
| Modell    | Motor              | Cylindervolym | Effekt | Bränslesystem   |
| --------- | ------------------ | ------------- | ------ | --------------- |
| Mk III    | 4-cyl radmotor sv  | 1185 cm³      | 35 hk  | Enkel förgasare |
| Mk IV-VII | 4-cyl radmotor sv  | 1265 cm³      | 38 hk  | Enkel förgasare |
| Mk VIII   | 4-cyl radmotor ohv | 1390 cm³      | 48 hk  | Enkel förgasare |

### Bilder

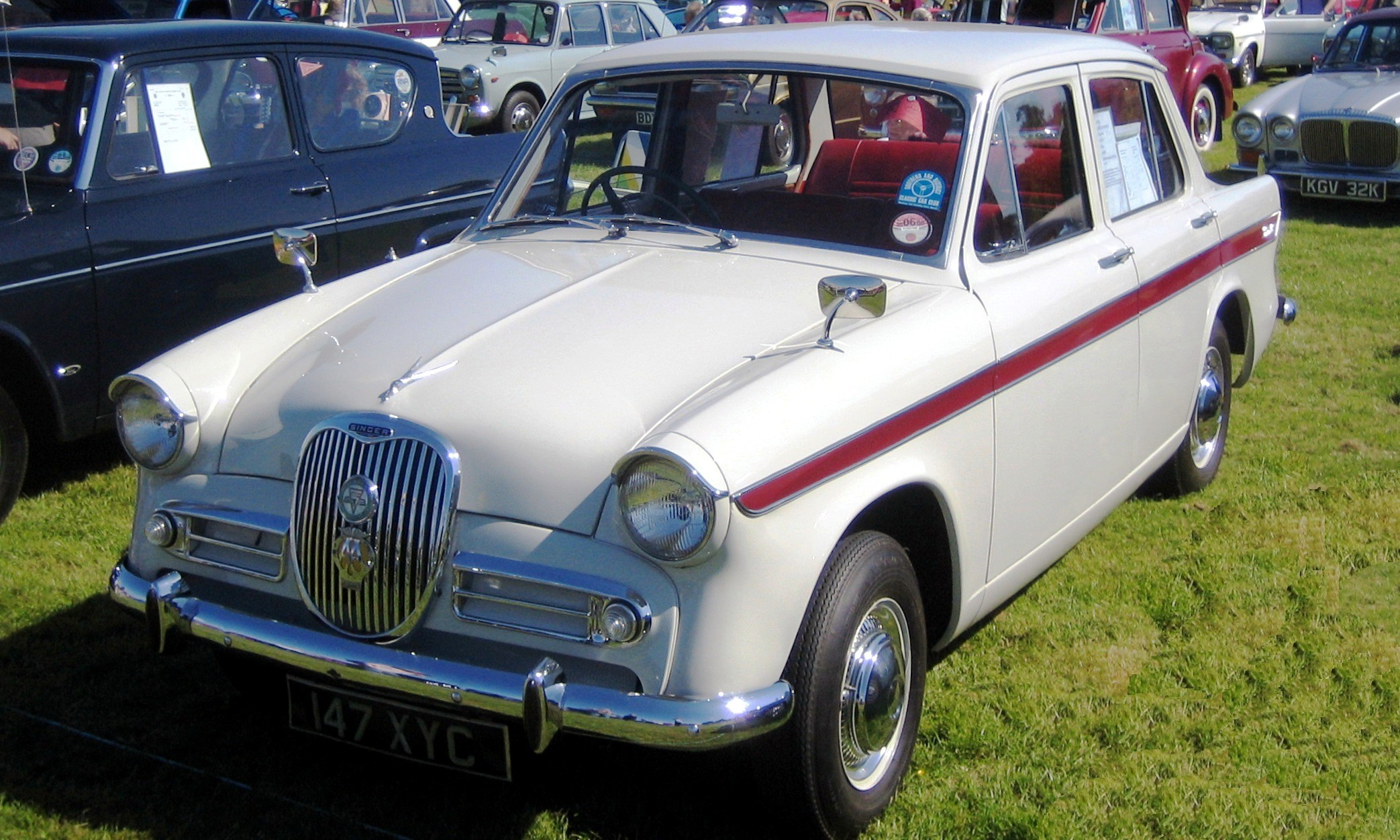
Singer Gazelle
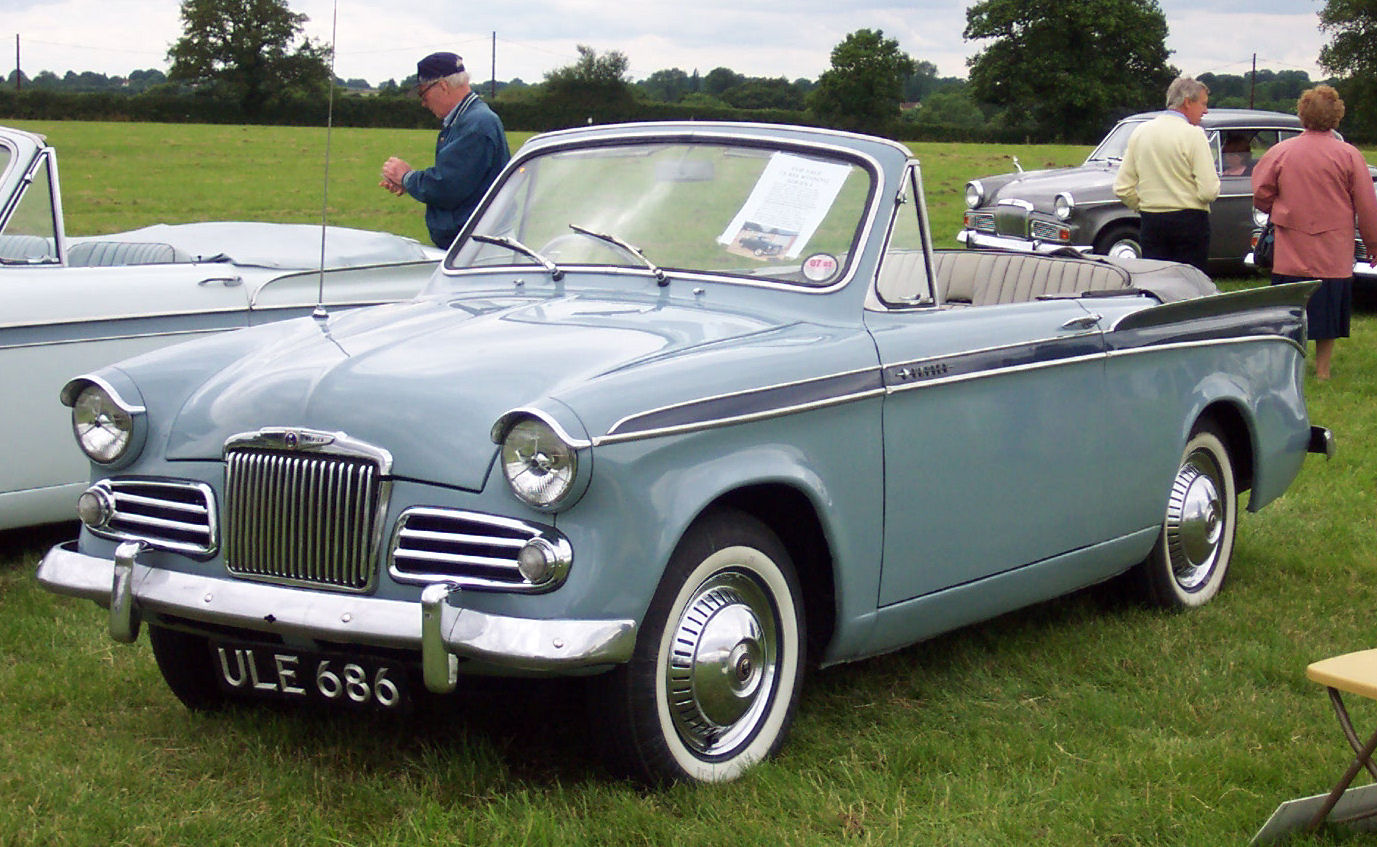
Sunbeam Rapier

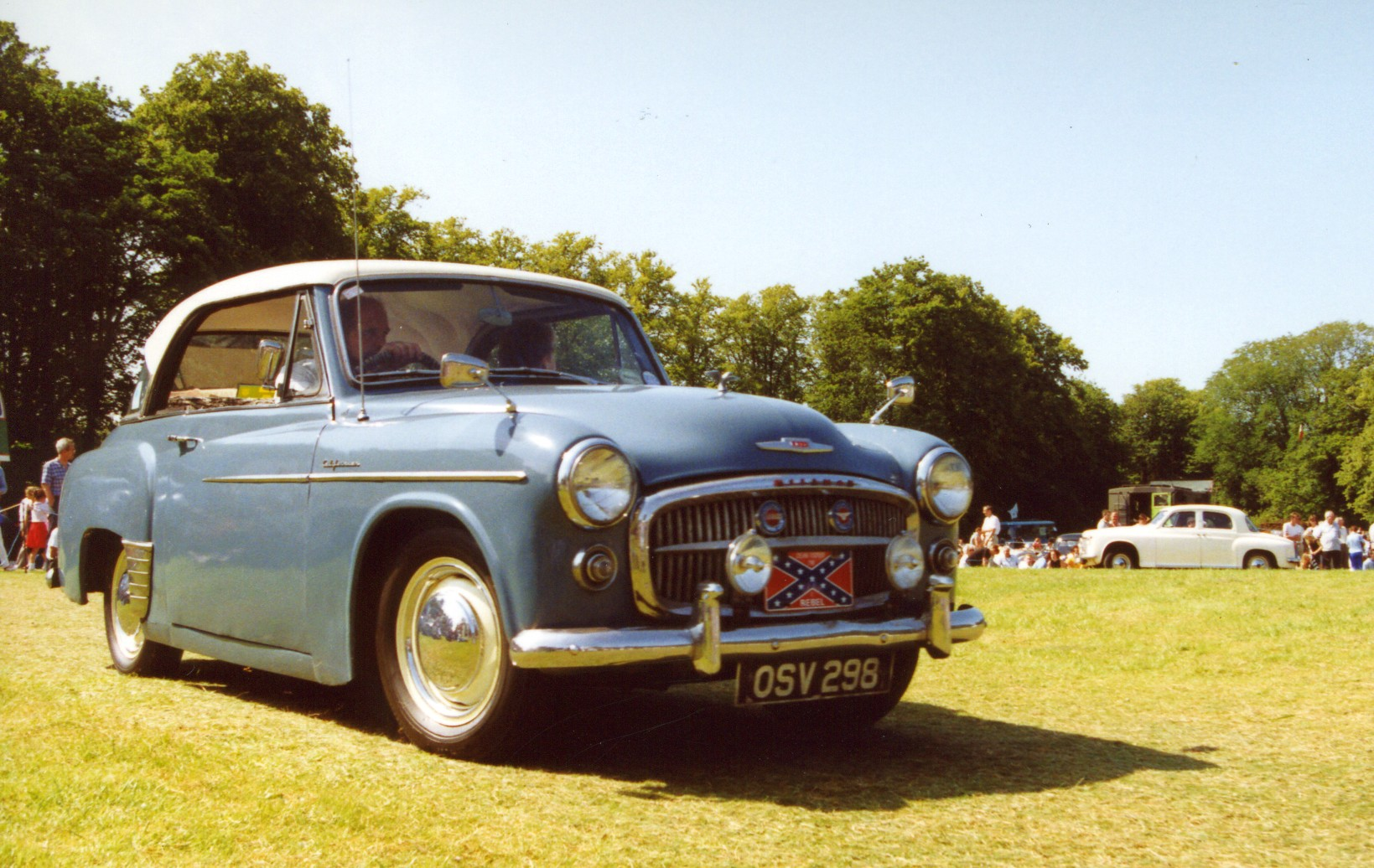
Minx Californian
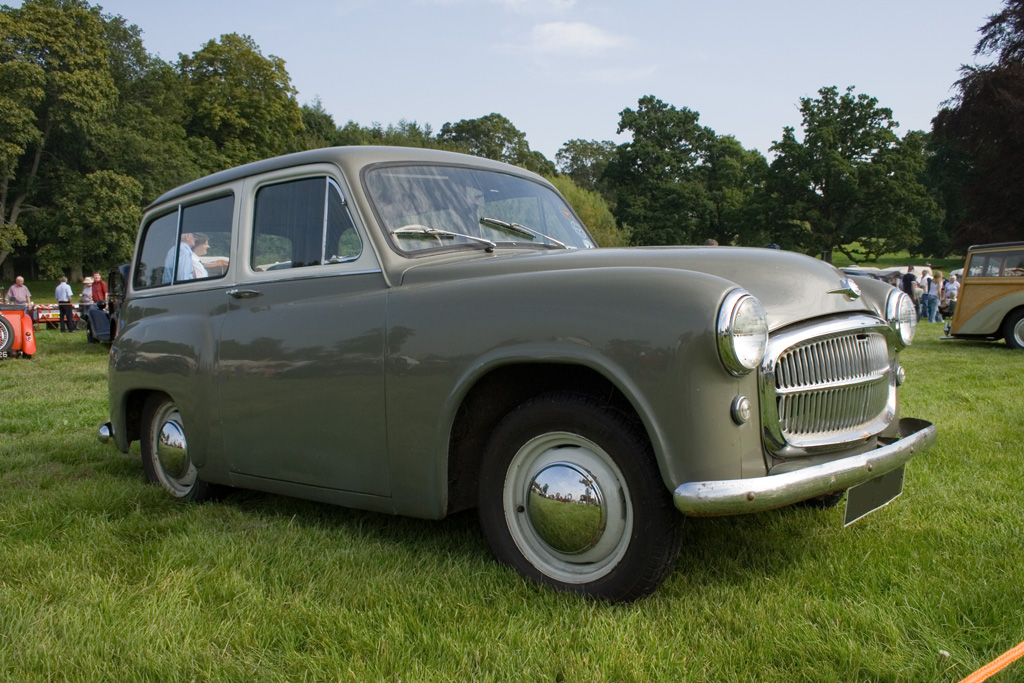
Husky

## Minx Series I - VI (1956-67)
1956 presenterades Minx Series I, med ny kaross ritad av Raymond Loewys designstudio. Bilen uppdaterades under åren med allt större motor.
Series III från 1958 fick 1,5-litersmotor och nytt kylargaller. Cabriolet-versionen försvann från sommaren 1962.
Series V från 1963 fick 1,6-litersmotor och skivbromsar fram.
Series VI från 1965 fick 1,7-litersmotor och helsynkroniserad växellåda.

### Motor
| Modell      | Motor              | Cylindervolym | Effekt | Bränslesystem   |
| ----------- | ------------------ | ------------- | ------ | --------------- |
| Series I-II | 4-cyl radmotor ohv | 1390 cm³      | 48 hk  | Enkel förgasare |
| Series III  | 4-cyl radmotor ohv | 1494 cm³      | 53 hk  | Enkel förgasare |
| Series V    | 4-cyl radmotor ohv | 1592 cm³      | 53 hk  | Enkel förgasare |
| Series VI   | 4-cyl radmotor ohv | 1725 cm³      | 65 hk  | Enkel förgasare |

## Övriga märken
Rootes var pionjärer inom badge engineering och Minx-karossen användes av flera av koncernens märken. Bilarna skiljde åt främst genom kylarmaskeringen och detaljer i utrustningsnivå.

### Singer Gazelle
Singer Gazelle blev den första modellen som tillverkades efter att Singer köpts upp av Rootes. De första åren fick bilen behålla sin Singer-motor med överliggande kamaxel, men sedan försvann denna sista rest av egen identitet.

### Motor
| Modell   | Motor               | Cylindervolym | Effekt | Bränslesystem   |
| -------- | ------------------- | ------------- | ------ | --------------- |
| Mk I-II  | 4-cyl radmotor SOHC | 1497 cm³      | 49 hk  | Enkel förgasare |
| Mk III-V | 4-cyl radmotor ohv  | 1592 cm³      | 53 hk  | Enkel förgasare |
| Mk VI    | 4-cyl radmotor ohv  | 1725 cm³      | 65 hk  | Enkel förgasare |

### Sunbeam Rapier
Sunbeam var Rootes sportiga märke och Rapier såldes bara med tvådörrars täckt eller öppen kaross.

### Motor
| Modell     | Motor              | Cylindervolym | Effekt | Bränslesystem    |
| ---------- | ------------------ | ------------- | ------ | ---------------- |
| Series I   | 4-cyl radmotor ohv | 1390 cm³      | 67 hk  | Dubbla förgasare |
| Series II  | 4-cyl radmotor ohv | 1494 cm³      | 68 hk  | Dubbla förgasare |
| Series III | 4-cyl radmotor ohv | 1494 cm³      | 78 hk  | Dubbla förgasare |
| Series IV  | 4-cyl radmotor ohv | 1592 cm³      | 75 hk  | Enkel förgasare  |
| Series V   | 4-cyl radmotor ohv | 1725 cm³      | 85 hk  | Enkel förgasare  |

### Bilder
- Singer Gazelle
- Sunbeam Rapier

## New Minx (1967-70)
- Se under huvudartikeln: Hillman Hunter.